# Unión Internacional de Guías y Scouts de Europa

La Unión Internacional de Guías y Scouts de Europa (también conocida como Federación de Escultismo Europeo, FSE) es una organización scout de corte tradicional y confesional católica con veinte asociaciones miembro presentes en 17 países principalmente de Europa y Canadá, agrupando a unos 65.000 miembros. La sede central de la organización está situada en Francia y fue fundada en 1956 por scouters (dirigentes scouts) de profundas convicciones cristianas de Alemania y Francia, con el propósito de reconciliar los pueblos de Europa tras la tragedia de la Segunda Guerra Mundial.
Pueden pertenecer a la organización jóvenes de ambos sexos pero su pedagogía no contempla la coeducación desde un punto de vista de cohabitación, por lo que sus secciones están separadas por sexos. Las asociaciones miembro son confesionales, igual que sus grupos, y la mayoría pertenecen a la Iglesia católica.
La Confederación Europea de Escultismo (CES) agrupa una escisión de algunas asociaciones que en su origen pertenecieron a UIGSE (al margen de otras asociaciones minoritarias), que abandonaron sus filas por controversias en relación con elementos de carácter religioso o coeducativos. Entre estas asociaciones se encuentran las secciones de Gran Bretaña, Países Bajos y FSE Alsacia (Francia).

## Orígenes de la FSE
Después de la Segunda Guerra Mundial, las propuestas de los fundadores del escultismo católico son retomadas por nuevos iniciadores.
- 1956: el 1 de noviembre, alrededor de cincuenta jefes alemanes y franceses se reúnen en Colonia (Alemania). Algunos son católicos, otros protestantes y otros ortodoxos. Después de tres días de trabajo se redacta un texto cuyo primer enunciado es "Se funda bajo el nombre de "Federación de Escultismo Europeo", una asociación scout internacional compuesta por asociaciones nacionales cuyo fin es la práctica el escultismo de Baden Powell, en el marco de la idea europea y las bases cristianas que postulan el deseo de una Europa unida". La Federación adopta como emblema oficial para todas las asociaciones una cruz de Malta de ocho puntas cargada con una flor de Lis dorada. No fue una elección al azar porque fue elegida en el día de Todos los Santos, día en el que la Iglesia proclama solemnemente a toda la tierra las ocho bienaventuranzas, simbolizadas precisamente para la FSE por las ocho puntas de su emblema.

- 1957: se redacta un segundo texto, "El Directorio Religioso", cuyo artículo 1 dice: "El organismo fundado bajo el nombre de Federación de Escultismo Europeo reconoce el pleno valor de la fe cristiana y sitúa el conjunto de sus acciones y decisiones siguiendo las reglas de esta fe". En otro apartado: "El primer deber de los jefes es el de favorecer la vida espiritual de aquellos que dirigen, velando para que asistan a los oficios religiosos según las reglas de cada confesión". "Que haya siempre un testimonio, un gran respeto y una gran confianza con los ministros del culto. Que se les dé toda facilidad para el cumplimiento de su ministerio en los campamentos y en las unidades. Que chicos y chicas sean animados a recurrir a ellos en sus dificultades espirituales y morales". Estas líneas fueron escritas mucho antes del Concilio Vaticano II por jóvenes jefes, que treinta años antes de la exhortación apostólica de Juan Pablo II, "Christifideles Laici" (del 30 de noviembre de 1988), habían tomado ya conciencia del lugar y del papel de los laicos en la Iglesia.

- 1962: Perig Géraud-Keraod y su esposa Lizig se adhieren a la Asociación francesa de la FSE. En pocos años saben imprimir al movimiento un espíritu específico y un dinamismo espléndido, en definitiva un alma. Se convierten en responsables de la FSE. Cuando el matrimonio se retira de sus funciones la FSE cuenta con 50.000 miembros. Estas consideraciones permiten afirmar que son ellos los verdaderos fundadores de la FSE.

- 1963: se revisa el directorio religioso y se integra una gran parte de la Carta del Escultismo Católico, promulgada por la Santa Sede el 13 de junio de 1962.

- 1965: se firma la "Carta de los principios naturales y cristianos del escultismo europeo"

- 1975: la FSE realiza una peregrinación a Roma por el año Santo. El Santo Padre, Pablo VI, expresa públicamente su satisfacción y su apoyo a la obra y acción de la FSE.

- 1975: nace la asociación canadiense.

- 1976: se refunda la asociación católica alemana. Se fundan las asociaciones italiana y luxemburguesa. Se redactan unos nuevos estatutos federales estableciendo el carácter católico de la federación, quien continúa siendo abierta ecuménicamente a las otras confesiones cristianas según las condiciones fijadas por el directorio religioso.

- 1977: se fundan la asociación evangélica alemana y la asociación Suiza.

- 1978: se fundan la asociación española y portuguesa.

- 1990: después de la caída del muro y los regímenes comunistas, nacen las asociaciones de la Europa del Este. Es el caso de la asociación húngara.

- 1991: nace la asociación rumana.

- 1992: nace la asociación lituana.

- 1994: en ocasión del encuentro internacional denominado Eurojam, organizado por la FSE en Viterbo, Italia, su santidad Juan Pablo II recibe en audiencia en la basílica de San Pedro, a 7.500 scouts y guías venidos de toda Europa y Canadá, y les dirige un importante discurso que representa un punto fundamental en la vida de la Federación y del que emanan las líneas de acción para toda la FSE.

- 1995: la asociación scout católica polaca llamada Zawisza, fundada clandestinamente en 1982, se adhiere a la FSE.

## Organizaciones vinculadas
Las organizaciones vinculadas a UIGSE son observadoras, aspirantes, miembros o asociadas:
| País                      | Asociación | Fundación | Miembros | Estado     |
| ------------------------- | --- | --------- | -------- | ---------- |
| Alemania                  | Evangelische Pfadfinderschaft Europas (EPE, Protestante)                                                                                  | 1977      | 300      | asociada   |
| Alemania                  | Katholische Pfadfinderschaft Europas (KPE, Católica)                                                                                      | 1976      | 2500     | miembro    |
| Austria                   | Katholische Pfadfinderschaft Europas - Österreich (KPE-Ö)                                                                                 | 1981      | 100      | miembro    |
| Bélgica                   | Guides et Scouts d′Europe - Belgique (GSE-B) / Europascouts en Gidsen - België (ESG-B)                                                    | 1963      | 1200     | miembro    |
| Bielorrusia               | Katalickija Skautki i Skauty FSE – Belarus                                                                                                |           | 115      | miembro    |
| Brasil                    | Associação Guias e Escoteiros Católicos do Brasil – Movimento Escoteiro Católico Brasileiro                                               | 2013      | 200      | miembro    |
| Canadá                    | Association Evangelique du Scoutisme au Quebec (Protestante)                                                                              |           |          | asociada   |
| Canadá                    | Federation of North-American Explorers (Católica)                                                                                         | 1999      | 110      | aspirante  |
| España                    | Asociación de Guías y Scouts de Europa (AGSE)                                                                                             | 1978      | 1500     | miembro    |
| Francia                   | Association des Guides et Scouts d′Europe (AGSE)                                                                                          | 1958      | 33000    | miembro    |
| Gran Bretaña              | Guides and Scouts of Europe | 2015      |          | observador |
| Italia                    | Associazione Italiana Guide e Scouts d'Europa Cattolici della FSE (AIGSEC-FSE)                                                            | 1976      | 20000    | miembro    |
| Lituania                  | Lietuvos Nacionalinė Europos Skautų Asociacija (LNESA)                                                                                    | 1992      | 300      | aspirante  |
| Luxemburgo                | Europe Scouten vu Lëtzebuerg | 2016      |          | aspirante  |
| México                    | Movimiento Scout Católico Mexicano | 2011      | 280      | observador |
| Reino de los Países Bajos | Europascouts en Gidsen Nederland |           |          | aspirante  |
| Polonia                   | Stowarzyszenie Harcerstwa Katolickiego - "Zawisza" FSE (SHK Zawisza FSE)                                                                  | 1982/1990 | 2500     | miembro    |
| Portugal                  | Associação das Guias e Escuteiros da Europa - Portugal (AGEEP)                                                                            | 1979      | 200      | miembro    |
| República Checa           | Asociace skautek a skautů Evropy (ASSE)                                                                                                   |           | 100      | aspirante  |
| República Eslovaca        | Združenie Katolíckych Vodkýň a Skautov Európy na Slovensku (ZKVSES)                                                                       | 2003      | 100      | aspirante  |
| Rumanía                   | Cercetaşii Creştini Români din Federaţia Scoutismu-lui European (ACCR-FSE) (Católica y Ortodoxa)                                          | 1991      | 500      | miembro    |
| Rusia                     | ORYuR/Организации Российских Юных Разведчиков - Druzhina Skautov Sankt-Peterburga                                                         | 2012      |          | asociada   |
| Suiza                     | Schweizerische Pfadfinderschaft Europas (SPE, alemán) Scoutisme Européen Suisse (SES, francés) Scautismo Europeo Svizzero (SES, italiano) | 1977      | 250      | miembro    |
| Ucrania                   | Katolickije Skautsvo Evropi |           |          | aspirante  |

La federación exige un mínimo de 200 miembros para ser miembros de pleno derecho de la UIGSE.
Además de estas organizaciones, la UIGSE-FSE mantiene buenas relaciones con varias organizaciones scout o pequeñas realidades scouts en diferentes países, de manera informal.